# Mezoproterozoikum
A mezoproterozoikum földtörténeti idő, amely 1600 millió évvel ezelőtt (mya) kezdődött, a paleoproterozoikum idő után és 1000 mya zárult, a neoproterozoikum kezdetén. A proterozoikum eon három ideje közül a középső. 
Ebben az időben jött létre a Rodinia szuperkontinens, szakadt részekre a Columbia szuperkontinens és indult útjára a nagyobb genetikai változatosság kialakulását biztosító szexuális reprodukció.

## Tagolása
A mezoproterozoikumot a következő időszakokra tagolják tovább:
- Stenium (1200-1000 mya)
- Ectasium (1400-1200 mya)
- Calymmium (1600-1400 mya)